# 1 op een miljoen
1 op een miljoen is een nummer van de Belgische zanger Metejoor, in samenwerking met de Nederlandse zangeres Babet. Het nummer is uitgebracht in januari 2021 en werd zelfgeschreven door de zanger, met Sasha Rangas en Stefan van Leijsen. Het werd z'n eerste nummer 1 in de Vlaamse Ultratop 50. Metejoor haalde ook de eerste plaats in de algemene Ultratop 50 Vlaanderen, mede dankzij de hoge verkoopcijfers op ITunes.

## Hitlijsten

### Ultratop 50 Vlaanderen
| Nummer   | 40 | 26 | 25 | 8  | 8  | 6  | 6  | 7  | 2  | 8   | 3 | 1 | 4 | 4 | 4 |
| Week:    | 16 | 17 | 18 | 19 | 20 | 21 | 22 | 23 | 24 |     |   |   |   |   |   |
| Positie: | 5  | 6  | 13 | 22 | 37 | 33 | 43 | 45 | 49 | uit |   |   |   |   |   |